# Lagarta (mecânica)
Lagarta de uma máquina Caterpillar.
A lagarta ou rastro consiste numa esteira que se acopla às rodas de certos veículos terrestres com a finalidade de lhes aumentar a aderência ao solo e, consequentemente, a sua capacidade de tração em terreno difícil. As lagartas são usadas, sobretudo, em veículos militares, em máquinas de construção civil, em máquinas agrícolas e em alguns veículos todo-terreno. 
Com exceção das lagartas do tipo Kégresse - que consistem numa cinta flexível - a maioria das lagartas são feitas de vários segmentos rígidos unidos uns aos outros. As lagartas permitem distribuir o peso do veículo mais uniformemente sobre uma área de superfície maior do que as rodas convencionais. Com isso, a pressão exercida sobre o solo é menor. Como exemplo, enquanto que um automóvel típico exerce uma pressão de 30 psi/207 kPa, um  carro de combate de lagartas M1 Abrams de 70 toneladas exerce uma pressão de apenas 15 psi/103 kPa. Isto acontece porque os segmentos de uma lagarta situados entre a roda da frente e a traseira também suportam peso, sendo apoiados pelas rodas ou roletes de apoio inferior. Este sistema impede os veículos a lagartas de se afundarem no solo, em terrenos onde veículos de rodas convencionais ficariam atolados.

## História

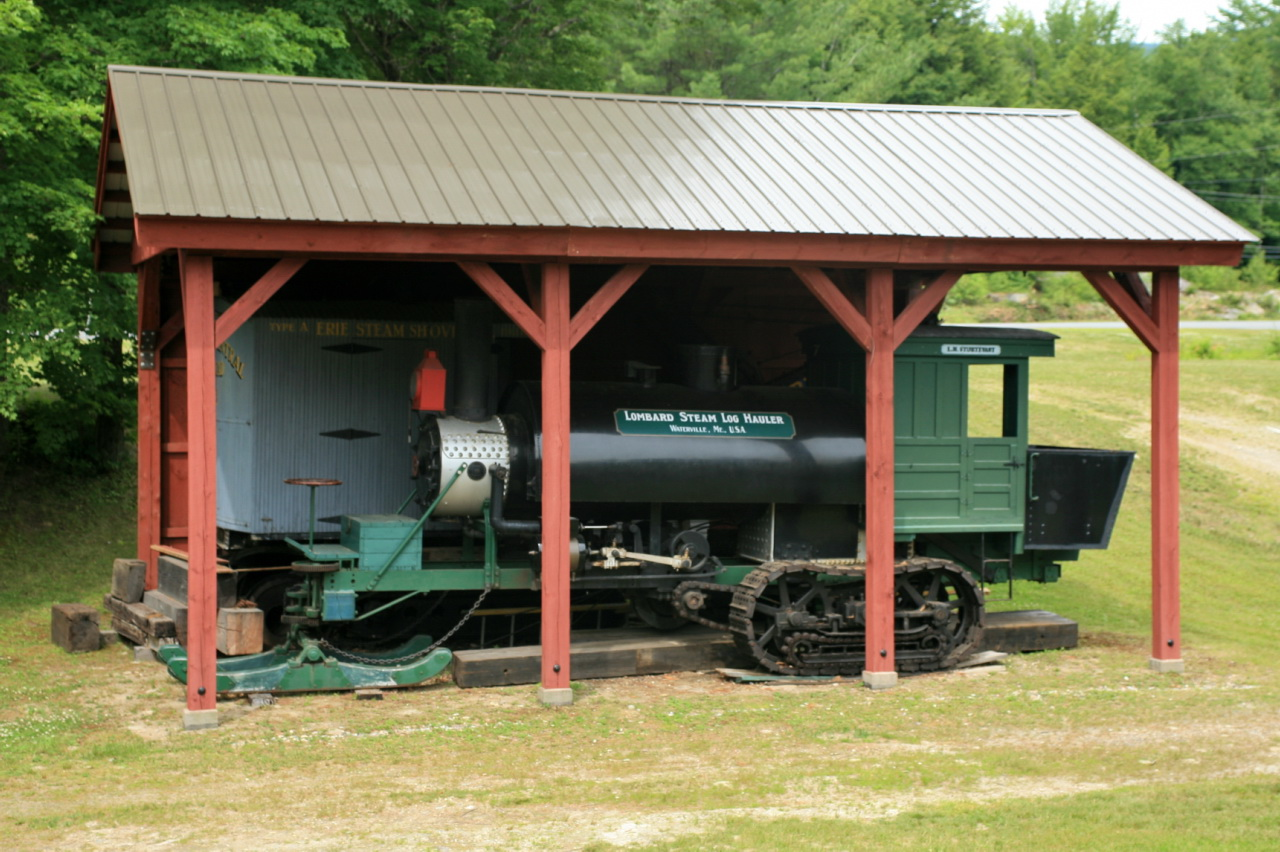
Transportador de madeira a vapor de Lombard.

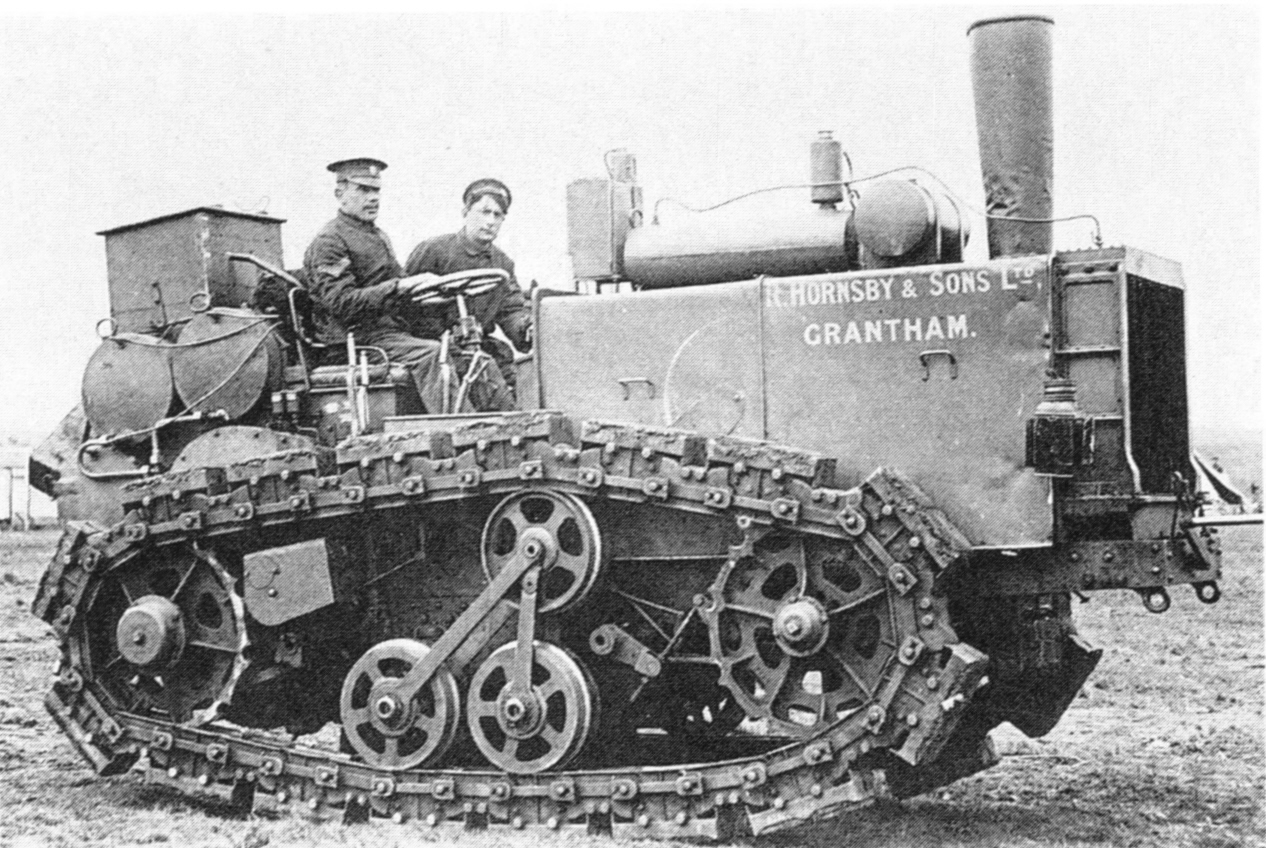
Trator Hornsby.

Trator Holt rebocando um obus de artilharia pesada.

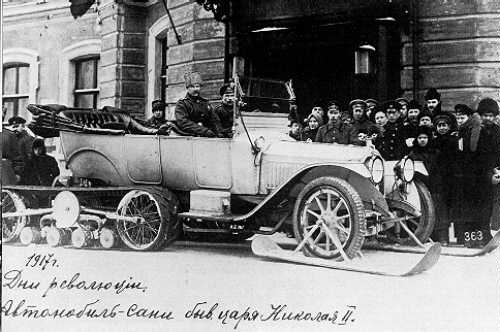
Automóvel Packard Twin-6 de Nicolau II equipado com semi-lagartas Kégresse.

Talvez a mais antiga implementação de algo como o que viriam a ser as lagartas, pode ser encontrada nas teorias sobre a ereção dos grandes monumentos em pedra durante a Pré-História. Segundo essas teorias, o transporte dos megalitos para os seus locais, teria sido executado fazendo-os deslizar por uma série de troncos redondos. Os troncos seriam feitos rolar por cintas presas às suas extremidades. Quando um megalito passava por um tronco, o mesmo seria recolocado mais à frente, numa cadeia sem fim, tal e qual como no sistema das modernas lagartas..
Depois disso, foram inventados e desenvolvidos vários sistemas de rastros mecânicos para veículos, que viriam culminar nos modernos sistemas de lagartas.
Em 1770, o inventor anglo-irlandês Richard Lovell Edgeworth desenvolveu um primitivo rastro mecânico. O matemático e inventor franco-polaco Josef Hoëné-Wronski fez reviver a ideia do rastro na década de 1830 . Em 1826, o engenheiro britânico George Cayley patenteou um rasto mecâncio ao qual chamou "ferrovia universal" . Em 1837, o inventor russo Dmitri Zagriazhski projetou uma "carruagem com rastros móveis", que patenteou no mesmo ano, mas, devido a uma falta de fundos, foi incapaz de construir um protótipo funcional, sendo a sua patente cancelada em 1839. Em 1846, o engenheiro britânico James Boydell patenteou uma "roda ferroviária sem fim" . Há notícias do uso de tratores a vapor usando uma espécie de rastros mecânicos pelos aliados durante a Guerra da Crimeia na década de 1850. 
Um rastro mecânico eficaz foi inventado e implementado por Alvin Orlando Lombard - um ferreiro e construtor de equipamentos para a indústria madeireira dos EUA - que o aplicou no seu Transportador madeireiro a vapor Lombard. Foi-lhe concedida uma patente em 1901. O transportador a vapor era uma espécie de locomotiva, apoiada em rastros instalados na traseira e em esquis instalados à frente. O primeiro destes veículos foi construído por Lombard no mesmo ano, nas oficinas da Waterville Iron Works, no Maine. No total, sabe-se que foram construídos 83 transportadores Lombard até 1917, altura em que a produção foi mudada inteiramente para as máquinas com motores de combustão interna. Sem dúvida, Alvin Lombard foi o primeiro fabricante comercial de veículos de rastros. Segundo um mito popular, o rastro de Lombard teria sido inspirado pela esteira ou roda de cão, um engenho semelhante a uma roda de hamster - mas maior e movida por um cão treinado - usada fornecer movimento a aparelhos de bater manteiga ou defumar carnes.
Em 1903, Benjamin Holt - fundador da Holt Manufacturing - pagou 60 000 dólares a Lombard pelos direitos de produção de veículos usando a sua patente. Na mesma altura, a empresa britânica Richard Hornsby & Sons desenvolveu um rastro patenteado em 1905. Os tratores Hornsby apresentavam já o arranjo mecânico que está na base dos modernos veículos de rastro. Este rastro diferia dos modernos já que apenas se poderia fletir para um único lado, dado que os elos se travavam para formar um carril sólido no qual as rodas corriam. Os veículos de rastros Hornsby foram testados como tratores de artilharia pelo Exército Britânico, em várias ocasiões entre 1905 e 1910, mas não foram adoptados. A patente da Hornsby acabou por ser também adquirida por Holt. Diz-se que foi durante um dos testes militares que um soldado britânico, ao observar um trator Hornsby, disse na brincadeira que o mesmo rastejava como uma lagarta. O termo "caterpillar" ("lagarta" em inglês) foi mais tarde registado como marca comercial por Holt, sendo posteriormente usado para rebatizar a sua própria empresa.
Já depois da morte de Benjamin Holt, em 1925, a Holt Manufacturing funde-se com C. L. Best Gas Tractor Company dando origem à Caterpillar Tractor Company. As lagartas da marca Caterpillar revolucionaram, desde então, os veículos de construção e os veículos militares. Sistemas de lagartas têm sido desenvolvidos e aperfeiçoados na sequência do seu emprego em veículos de combate. Durante a Primeira Guerra Mundial, os tratores Holt foram usados para rebocar artilharia pesada pelos exércitos Britânico e Austro-Húngaro, levando ao desenvolvimento do carro de combate. O primeiro carro de combate a entrar em ação foi o tanque, construído pelos Britânicos, projetado a partir do nada, inspirado nos Holt, mas não baseados diretamente neles. Já os carros de combate franceses e alemães, desenvolvidos logo a seguir, foram construídos a partir da modificação de componentes dos tratores Holt.
Entretanto, Adolphe Kégresse - mecânico francês nomeado responsável técnico das garagens do czar Nicolau II da Rússia - desenvolve, a partir de 1906, um sistema de semi-lagartas de borracha. O sistema será patenteado em 1913 e ficará conhecido como "lagarta Kégresse". Kégresse aplicará o seu sistema a vários automóveis privados do czar e, mais tarde, a projetos de veículos da Citroën.

## Engenharia

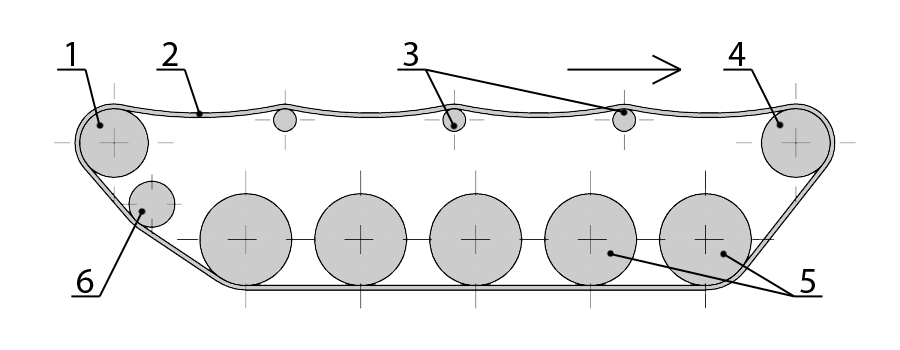
Diagrama de uma suspensão de lagarta:
(1) Roda motriz traseira,
(2) Lagarta,
(3) Roletes de apoio superior,
(4) Roda motriz dianteira,
(5) Rodas de apoio inferior,
(6) Roda tensora.
A seta indica o sentido do movimento da lagarta quando o veículo se desloca para a frente.

As modernas lagartas são construídas a partir de elos modulares que formam em conjunto uma cadeia fechada. Estes elos são frequentemente largos e feitos de uma liga de aço-manganés para maior robustez, dureza e resistência à abrasão. Os elos são interligados por dobradiças, o que permite à lagarta ser flexível e acoplar-se à volta de um conjunto de rodas, tornando-se numa cadeia sem fim.
O peso de um veículo sobre lagartas é transferido para o segmento inferior de cada lagarta, através de várias rodas ou de conjuntos de rodas (bogies). As rodas são tipicamente montadas em alguma forma de suspensão para amortecerem o deslocamento sobre terreno irregular. O projeto da suspensão constitui uma grande área do desenvolvimento das lagartas, uma vez que os primeiros modelos praticamente não tinham suspensão. A suspensão das rodas, desenvolvida posteriormente, permitia apenas alguns centímetros de curso, através do uso de molas. Já os modernos sistemas de suspensão hidro-pneumática permitem um curso de um metro ou mais, incluindo amortecedores. A suspensão de barra de torção tornou-se no tipo de suspensão mais comum dos veículos militares de lagartas.
As lagartas são movidas por rodas motrizes dentadas, impulsionadas pelo motor e engatadas em aberturas ou cavilhas existentes nos elos da lagarta. Tipicamente, a roda motriz é montada bastante acima da área de contato com o solo, permitindo-lhe ocupar uma posição fixa. Colocar uma suspensão na roda motriz é possível, mas é mais complexo mecanicamente. Uma roda não motriz é colocada no extremo oposto da lagarta, primariamente para lhe dar uma inclinação que lhe permita superar obstáculos, mas também para lhe dar uma tensão adequada. Uma lagarta frouxa poderia desencaixar-se facilmente das rodas. Para evitar desencaixar-se, a superfície interior da lagarta tem normalmente espigões verticais de guia, que se engatam em sulcos ou ranhuras das rodas. 

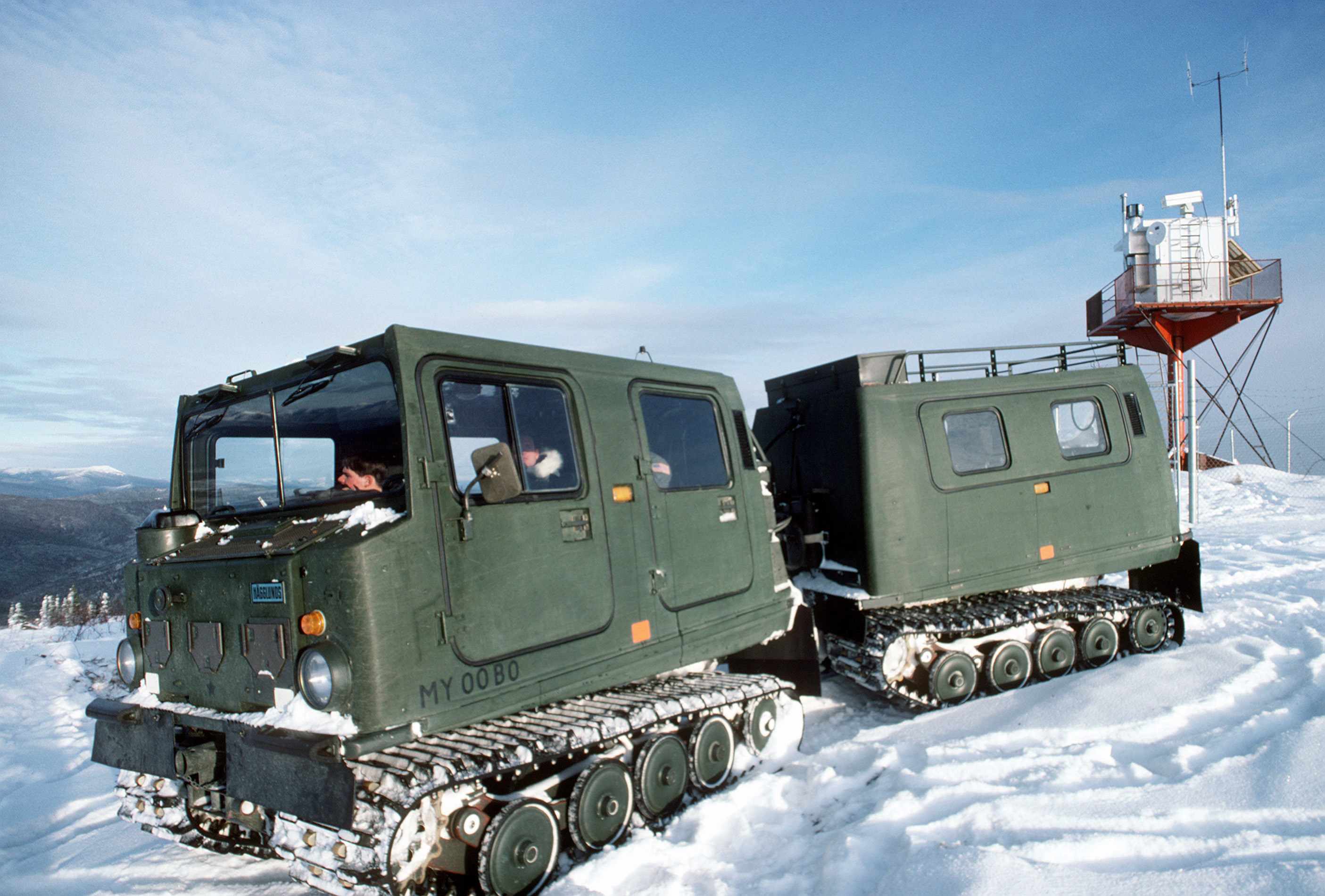
Transportador todo-terreno articulado de lagarta Hägglunds Bv206.

Algumas disposições de lagartas usam rolamentos para manterem o topo da lagarta a correr direita entre as rodas motriz e tensora. Outros, chamados de "lagarta frouxa", permitem que o topo da lagarta descaia e também corra ao longo das rodas. Esta é uma das caraterísticas da suspensão Christie, empregue em alguns blindados dos EUA, da União Soviética e do Reino Unido. Existem, no entanto, outros sistemas lagarta frouxa que são por vezes incorretamente referidos como sendo de suspensão Christie. Por exemplo, a maioria dos veículos militares alemães da Segunda Guerra Mundial - incluindos os de semi-lagarta e os carros de combate a partir do Panzer IV - usavam sistemas de lagarta frouxa, movidos por uma roda motriz frontal, que corriam assentes sobre o topo de rodas duplas de grande diâmetro, que muitas vezes colocadas em posições sobrepostas e às vezes interpostas. A escolha de sistemas de rodas sobrepostas/interpostas permitia uma utilização de um número ligeiramente superior de elemento de suspensão de barra de torção. Isso permitia aos veículos lagartas alemães um deslocamento mais suave sobre terrenos difíceis, mas à custa da acumulação de mais gelo e lama entre as áreas de sobreposição das rodas, os quais podiam gelar e solidificar-se em condições de temperatura muito baixas, frequentemente levando à imobilização do veículo.

## Vantagens da lagarta

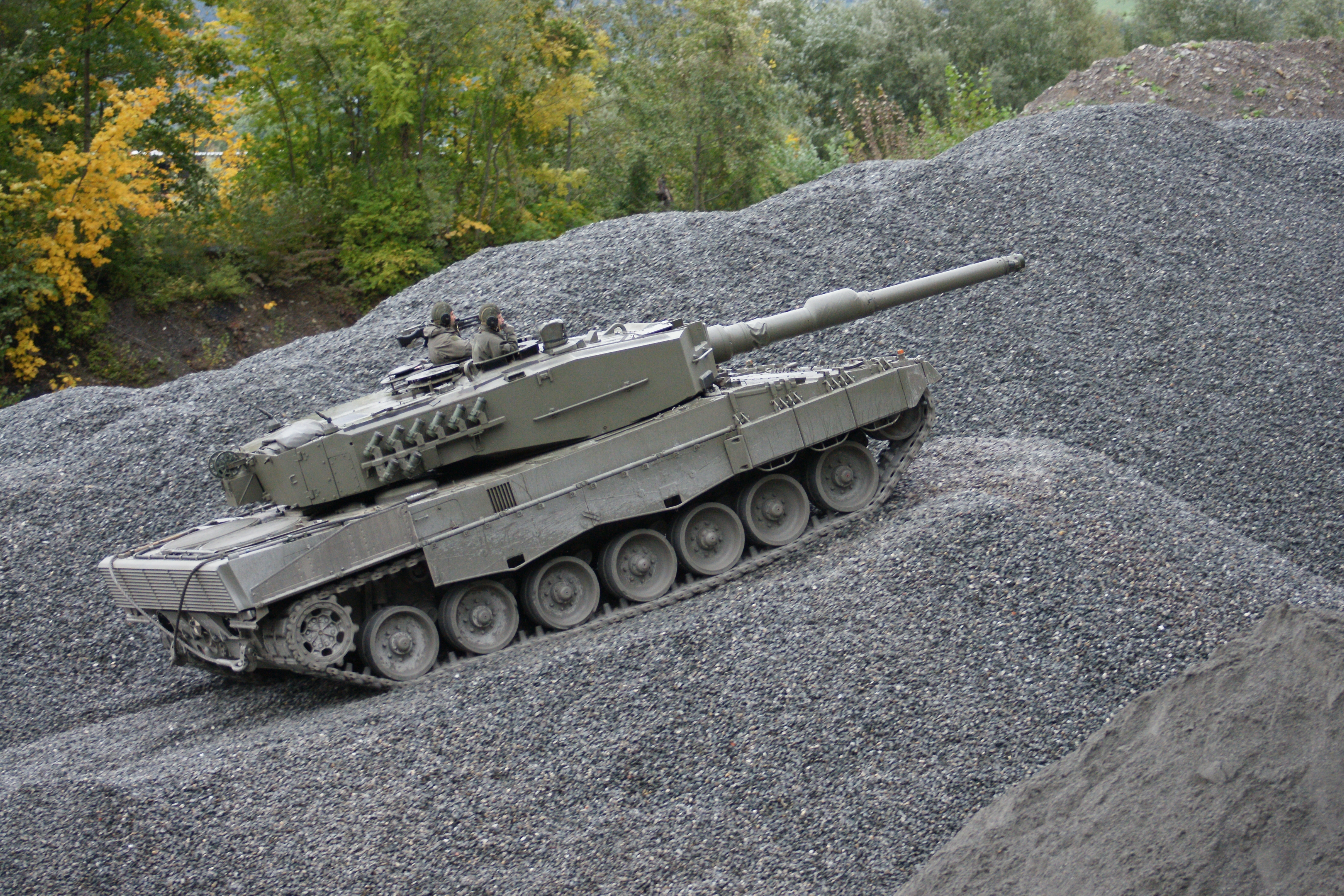
Carro de combate Leopard 2.

Os veículos a lagartas têm uma maior mobilidade do que os que usam pneus sobre terrenos irregulares. As lagartas suavizam as lombas e deslizam sobre pequenos obstáculos. A sensação obtida ao deslocar-se num veículo rápido de lagartas é semelhante à do deslocamento num barco sobre forte ondulação. As lagartas são mais robustas que os pneus, não se furando nem rasgando. É muito mais improvável que uma lagarta fique atolada em terreno macio, lama ou neve, uma vez que distribui o peso do veículo sobre uma área de contato maior, diminuindo a pressão sobre o solo. Além disso, a área de contato maior, juntamente com os grampos ou garras colocadas nos segmentos da lagarta, originam uma tração muito superior, que resulta numa maior capacidade para rebocar ou impulsionar cargas pesadas em situações onde veículos de rodas se iriam atolar. Os buldôzeres - que são normalmente de lagartas - usam esta capacidade para resgatar veículos de rodas que se tenham afundado ou atolado no solo. As lagartas também permitem uma maior manobrabilidade, podendo um veículo assim equipado girar sobre si mesmo, através de colocar as suas lagartas a circular em sentidos opostos. Além disso, as lagartas são fáceis de reparar no próprio local de uma eventual avaria, bastando ter as ferramentas adequadas, não obrigando o veículo ter de ser deslocado para instalações especiais

## Desvantagens

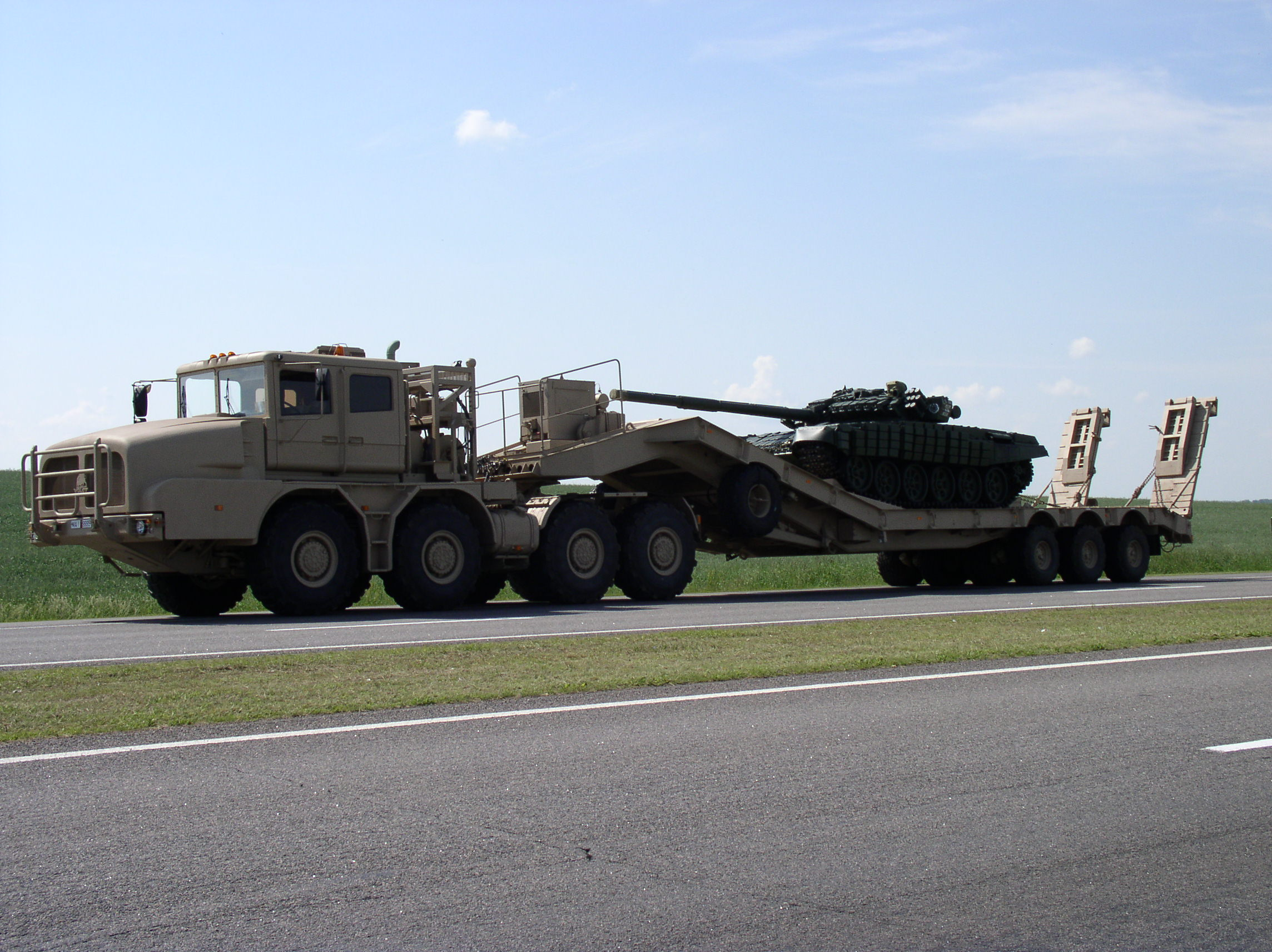
Transporte, por estrada, de um carro de combate T-72 num caminhão Volot MZKT.

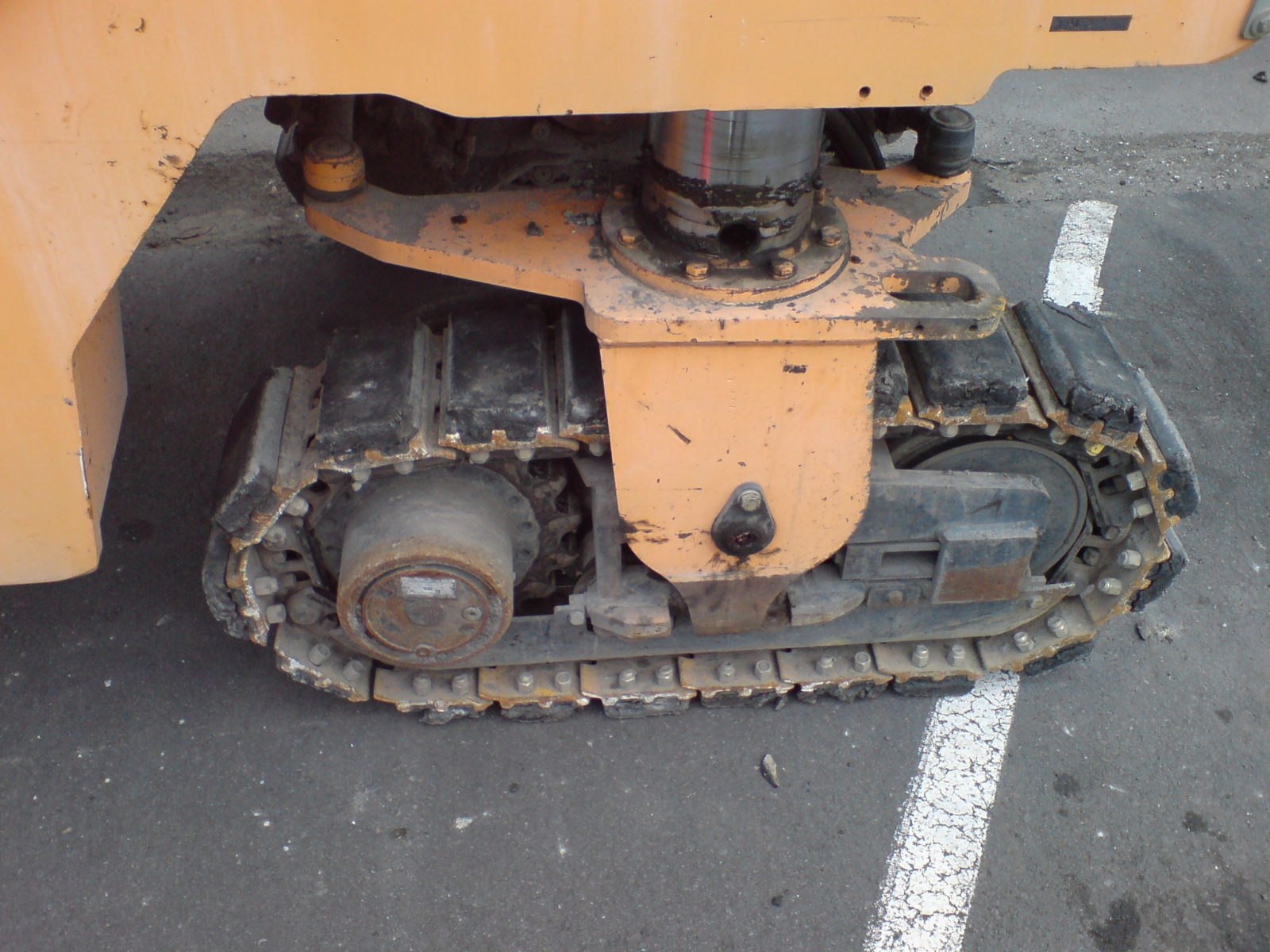
Almofadas de borracha colocadas nas lagartas metálicas de uma máquina Caterpillar.

A lagarta tem como maiores desvantagens, em relação à roda convencional, a de só permitir velocidades menores e a de ser mecanicamente mais complexa. Além disso, as lagartas metálicas causam danos nas estradas por onde passam, especialmente nas que são asfaltadas. Para menorizar este inconveniente, foram desenvolvidas lagartas para veículos militares que são um compromisso entre as metálicas e as de borracha, que permitem um movimento suave, rápido, silencioso sobre superfícies pavimentadas, sem as danificar e sem reduzir acentuadamente a capacidade de tração. Estas lagartas têm almofadas de borracha montadas sobre os seus diversos segmentos metálicos. 
Outra desvantagem é o fato de bastar a perda de um único segmento de uma única lagarta para imobilizar o veículo inteiro, o que pode ser altamente crítico em situações onde uma elevada fiabilidade é crucial. As lagartas também se podem desencaixar das suas rodas guias ou motrizes, ficando emperradas. Uma lagarta emperrada pode ficar tão apertada que terá que ser quebrada antes da reparação ser possível, o que obriga ao uso de ferramentas especiais ou mesmo ao uso de explosivos. Já os veículos de rodas múltiplas (os 8 x 8, por exemplo) podem continuar a mover-se mesmo após a perda de uma ou mais rodas.
Recentemente, muitos fabricantes têm aplicado lagartas de borracha (lagartas Kégresse) em vez das metálicas, especialmente para uso agrícola. Em vez de ser usada uma lagarta feita de placas metálicas interligadas, é usada uma cinta de borracha reforçada com pavimento estriado, Em comparação com as lagartas metálicas, as lagartas de borracha são mais leves, produzem menos ruído, criam uma pressão máxima no solo menor e não danificam as estradas asfaltadas. A desvantagem é o fato de não serem tão fortes como as lagartas metálicas. Os anteriores sistemas to tipo cinta - usados, por exemplo, nos semi-lagartas da Segunda Guerra Mundial - não eram tão resistentes e, durante as operações militares, ficavam facilmente danificados. 
O uso prolongado das lagartas causa um enorme esforço nos veios de transmissão e nos próprios componentes mecânicos das lagartas, que têm que ser substituídos com regularidade. 
Pelos problemas causados com o deslocamento dos veículos sobre lagartas, é comum que este tipo de veículo seja transportado, em longas distâncias por estrada, sobre veículos de transporte sobre rodas ou que seja transportado por ferrovia. No entanto, os avanços tecnológicos fazem com que isso aconteça menos do que anteriormente, especialmente no caso de veículos militares sobre lagartas.

## Lagartas "vivas" e "mortas"
As lagartas podem ser, generiamente, classificadas como "vivas" ou "mortas". 
Uma lagarta "morta" resulta de um projeto mais simples no qual cada segmento de lagarta é ligado aos restantes por pinos do tipo dobradiça. Este tipo de lagarta irá ficar plana se colocada no solo. A roda motriz puxa a lagarta à volta das rodas sem apoio da própria lagarta.
A lagarta "viva" é ligeiramente mais complexa, com cada elo ligado ao seguinte com um mancal que obrigará a lagarta a dobrar-se ligeiamente para o interior. Um troço de lagarta colocado no solo irá enrolar-se ligeiramente para cima nos seus extremos. Apesar da roda motriz também puxar a lagarta à volta das rodas, a própria lagarta tenderá a curvar-se para o interior, ajudando a roda motriz e enformando-se ligeiramente às rodas.

## Variantes
Existem também os veículos semi-lagartas, isto é, um veículo que utiliza lagartas e rodas. Isto lhe permite mais capacidade de manobra, junto com a vantagem das lagartas sobre diversos terrenos, normalmente utilizado para uso militar. Exemplos de semi-lagartas são: o americano M2-A1, o alemão Sd.Kfz. 251 e a Sd. Kfz. 2.